# コンコルド効果

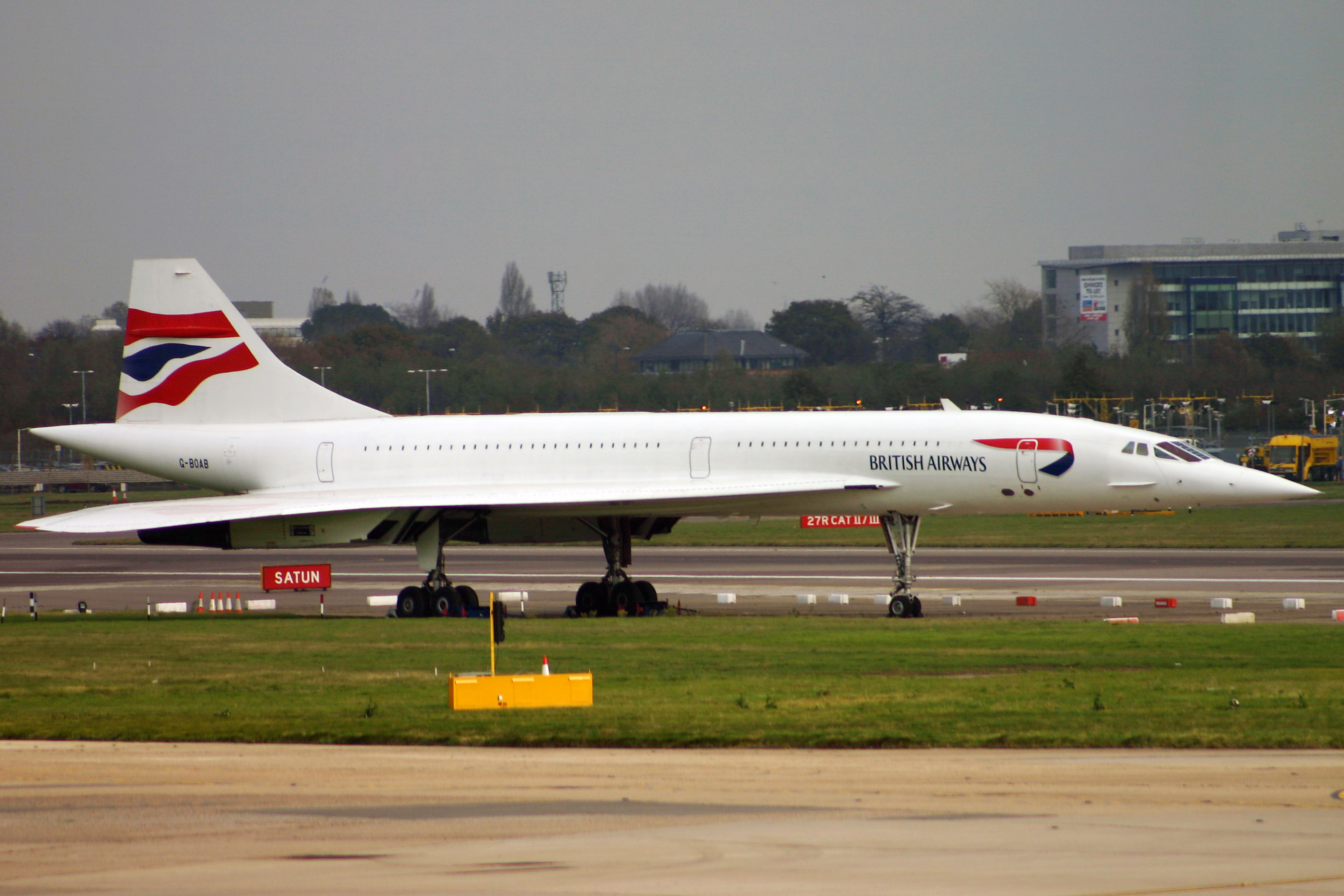
コンコルド

コンコルド効果（コンコルドこうか、英: Concorde effect）は、心理現象の一つである。コンコルドの誤謬(コンコルドのごびゅう、Concorde fallacy)、コンコルドの過ち、コンコルドの誤り、コンコルドの誤信、コンコルド錯誤ともいう。
「埋没費用効果 (sunk cost effect)」の別名であり、ある対象への金銭的・精神的・時間的投資をしつづけることが損失につながるとわかっているにもかかわらず、それまでの投資を惜しみ、投資がやめられない状態を指す。超音速旅客機コンコルドの商業的失敗を由来とする。
わかりやすい日本語で言うと「せっかくここまでやったんだから」ということ。

## 動物での例
ロバート・トリヴァースは親による子の保護を経済学の概念を用いて親の投資と定義し説明した。彼はその中で、親に二匹の子がおり、その二匹の成長に差があるなら、子を死なせない（今までの投資を無駄にしない）ために、大きな方をひいきするはずだと予測した。
それに対しリチャード・ドーキンスとカーライルは、子の数を最大化するためには小さな方をひいきするはず（そのような傾向が自然選択によって進化するはず）だと指摘した。
その後、動物行動学者はヒト以外の動物がコンコルドの誤りを犯すか証拠を探し始めた。ドーキンスとジェーン・ブロックマン（Dawkins & Brockman 1980）はアナバチの一種もコンコルドの誤りを犯すことを発見したと述べ、アナバチが限定された情報しか持たないと仮定した場合にはコンコルド効果に基づいた行動でも進化的に安定な戦略に達するケースがあると主張した。その場合には、コンコルド効果は誤りではなく十分機能する生存戦略だということになる。進化的な議論に関しては長谷川眞理子 『科学の目 科学のこころ』 （岩波書店）などに詳しい。
しかしアークスとエイトン（Arkes & Ayton 1999）によれば、動物の間に見られるコンコルド効果の証拠はいずれも他の解釈を持ち込むことができる。また子供も同じような状況に置かれた場合には大人よりも埋没費用にとらわれないようである。二人はこの効果が人間の大人に特有で、財貨を浪費していると見なされたくない願望が原因であると主張した。